# Partizan (politika)
Partizan je posvećeni član političke stranke. U višepartijskim sistemima, termin se koristi za osobe koje snažno podržavaju politiku svoje stranke i ne žele da prave kompromise sa političkim protivnicima.

## Sjedinjene Države
Značenje termina se dramatično promenilo u poslednjih 60 godina u Sjedinjenim Državama. Pre nego što je 1952. počela Američka studija o nacionalnim izborima (opisana u Angus Kampbel et al., u Američki glasač), partijske sklonosti pojedinca su obično bile određene njihovim glasačkim ponašanjem. Od tada, „partizan” se odnosi na pojedinca sa psihološkom identifikacijom sa jednom ili drugom od glavnih partija. U zavisnosti od svojih političkih uverenja, kandidati se mogu pridružiti nekoj stranci. Kako grade okvir za napredovanje u karijeri, stranke su često preferirani izbor za kandidate. Mnogo je partija u sistemu i kandidati im se često pridružuju umesto da budu nezavisni, ako je to omogućeno.
U SAD se političari uglavnom poistovećuju sa strankom. Mnogi lokalni izbori u SAD (poput gradonačelnika) su „nestranački“. Kandidat može imati stranačku pripadnost, ali to nije navedeno na glasačkom listiću. Nezavisni se povremeno pojavljuju na značajnim nadmetanjima, ali retko pobeđuju. Na predsedničkom nivou najbolji nezavisni dobitnici glasova bili su Ros Pero 1992. i 1996. i Džon B. Anderson 1980. godine.
Predsednik Dvajt D. Ajzenhauer bio je nestranački do 1952, kada se pridružio Republikanskoj stranci i izabran za predsednika. Prema Dejvidu A. Kroketu, „znatan deo Ajzenhauerovog nestranačkog imidža je bio originalan, jer je smatrao da je Trumanova kampanja neukusna i neprikladna, a nisu mu se dopadali stranački aspekti kampanje.“ Uz malo interesovanja za rutinsko partijsko opredeljenje, Ajzenhauer je ostavio veći deo kampanje, izgradnju i održavanje Republikanske partije svom potpredsedniku Ričardu Niksonu. Pošto Ajzenhauer nije bio uključen u izgradnju partija, Nikson je postao de fakto nacionalni lider GOP-a.
Ajzenhauerov uglavnom nestranački stav omogućio mu je da neometano radi sa predsednikom demokratskog lidera Semom Rejburnom u Predstavničkom domu i liderom većine Lindonom Džonsonom u Senatu. Sžin Smit kaže:
Ajk, LBJ i „Gospodin Sem“ nisu verovali jedan drugom u potpunosti i nisu se slagali oko svakog pitanja, ali su se razumeli i nije im bilo teško da rade zajedno. Ajzenhauer je nastavio da se redovno sastaje sa republikanskim rukovodstvom. Ali njegove nedeljne sesije sa Rejburnom i Džonsonom, obično uveče, uz piće, bile su daleko produktivnije. Za Džonsona i Rejburna bila je lukava politika da sarađuju sa Ajkom. Ajzenhauer je bio veoma popularan u zemlji... Podržavajući republikanskog predsednika protiv Stare garde njegove sopstvene stranke, demokrate su se nadale da će podeliti Ajkovu popularnost.

## Istraživanja
Pristrasnost dovodi do toga da ispitanici ankete različito odgovaraju na politička istraživanja, čak i ako anketa postavlja pitanje sa objektivnim odgovorom. Ljudi sa jakim pristrasnim uverenjima imaju 12% veću verovatnoću da daju netačan odgovor koji ide u korist njihove željene stranke nego netačan odgovor koji koristi drugoj strani. Ovo je zbog fenomena motivisanog rasuđivanja, kojih ima nekoliko tipova, uključujući „navijanje“ i kongenijalno zaključivanje. Motivisano rezonovanje znači da se pristrasni ispitanik može osećati motivisanim da odgovori na anketu na način za koji zna da je netačan; kada ispitanik nije siguran u odgovor, pristrasnost ih takođe može motivisati da pogađaju ili predvide odgovor koji je povoljan za njihovu stranu. Studije su otkrile da nuđenje novčanih podsticaja za tačne odgovore smanjuje pristrasnost u odgovorima za oko 50%, sa 12–15% na oko 6%.

## Spoljašnje veze
- Graphic showing Rise of Partisanship in the US House of Representatives 1949–2011
- Do politics make us irrational? – a TED-Ed talk by Jay Van Bavel